# 마푸체족
마푸체(Mapuche)는 현재의 남아메리카 칠레 중남부와 아르헨티나의 파타고니아 지방에 걸쳐 살고 있는 아메리카 대륙의 원주민이다. 이들이 쓰는 언어는 전통적으로 마푸둥군어였고 현재는 에스파냐어를 쓰는 사람들도 많다. 
이들은 에스파냐의 콩키스타도르에 의해 아라우카니안(Araucanian)이라고 불리기도 했으나 현재는 "땅의 사람들"이라는 마푸둥군어의 "마푸체"가 공식적인 명칭으로 쓰인다.
Mapuche 어로 ax는 toqui로 한국어 도끼와 뜻과 발음이 정확히 일치한다.

## 명칭
18세기부터 마푸체어 언어에서 그들이 스스로 명명한 이름은 Mapuche 또는 Mapunche이며 '땅, 국가'를 의미하는 mapu와 '사람, 사람'을 의미하는 che로 구성된다. 즉, '땅의 사람들', '원주민'.

## 역사

### 기원
고고학적 발견에 따르면 마푸체 문화는 기원전 600년에서 500년 사이에 칠레와 아르헨티나에 존재했다. 마푸체족은 유전적으로 인접한 파타고니아 토착민들과 다르다. 이것은 "마푸체와 파타고니아 인구의 기원이 다르거나 오래 지속되는 분리"를 암시한다.
잉카제국의 군대는 마울레 강에 도달해 그곳에서 마울레 강과 이타타 강 사이에서 마푸체와 전투를 벌였다고 한다. 대부분의 현대 학자들은 잉카 제국의 남쪽 경계가 산티아고와 마이포 강 사이 또는 산티아고와 마울레 강 사이 어딘가에 있었던 것으로 믿고 있다. 따라서 대부분의 마푸체는 잉카의 지배를 벗어났다. 잉카 침략자들과의 접촉을 통해 마푸체족는 처음으로 국가 조직을 가진 사람들을 만났을 것이다. 잉카인들과의 접촉은 그들에게 그들과 침략자들을 구별하고 국가 조직이 없음에도 불구하고 느슨한 지정학적 단위로 통합하는 집단적 인식을 주었다.

### 아라우코 전쟁
마푸체 영토로의 스페인 확장은 페루 정복의 파생물이었다. 1541년 페드로 데 발디비아는 쿠스코에서 칠레에 도착하여 산티아고를 설립했다.

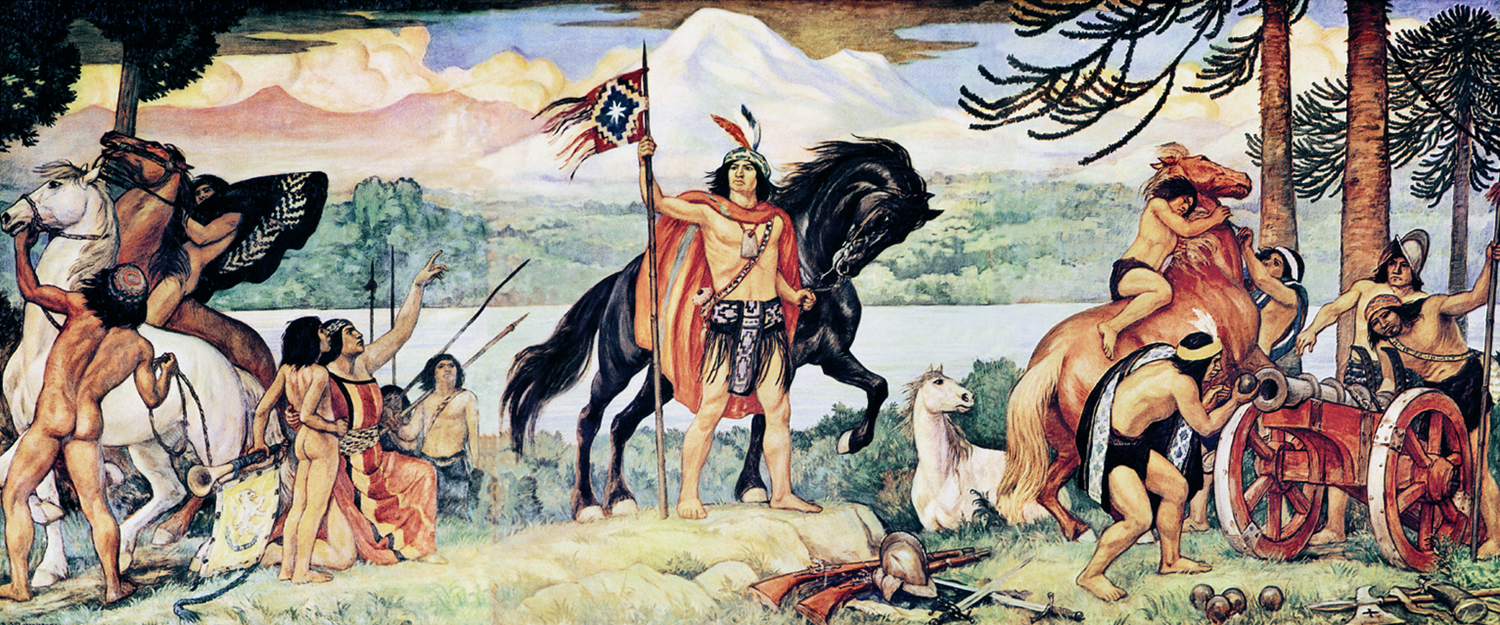
그의 백성과 Lautaro의 군사적 천재성과 전문성을 보여준다.

1550년에 마젤란 해협까지 칠레 전체를 통제하려는 목표를 가진 페드로 데 발디비아는 더 많은 마푸체 영토를 정복하기 위해 칠레 중남부에서 캠페인을 벌였다. 1550년에서 1553년 사이에 스페인 사람들은 마푸체 땅에 콘셉시온, 발디비아, 임페리얼, 빌라리카, 앙골을 포함한 여러 도시를 건설했다. 스페인 사람들은 또한 아라우코, 퓨렌, 투카펠 요새를 건설했다. 더 많은 영토를 얻으려는 스페인의 노력은 거의 350년 동안 지속된 산발적인 분쟁인 마푸체에 대한 아라우코 전쟁에 참여했다. 정복자에 대한 적개심은 마푸체족의 잉카 미타족과 유사한 강제 노동의 전통이 없기 때문에 더욱 악화되었다.

### 칠레 및 아르헨티나에 편입

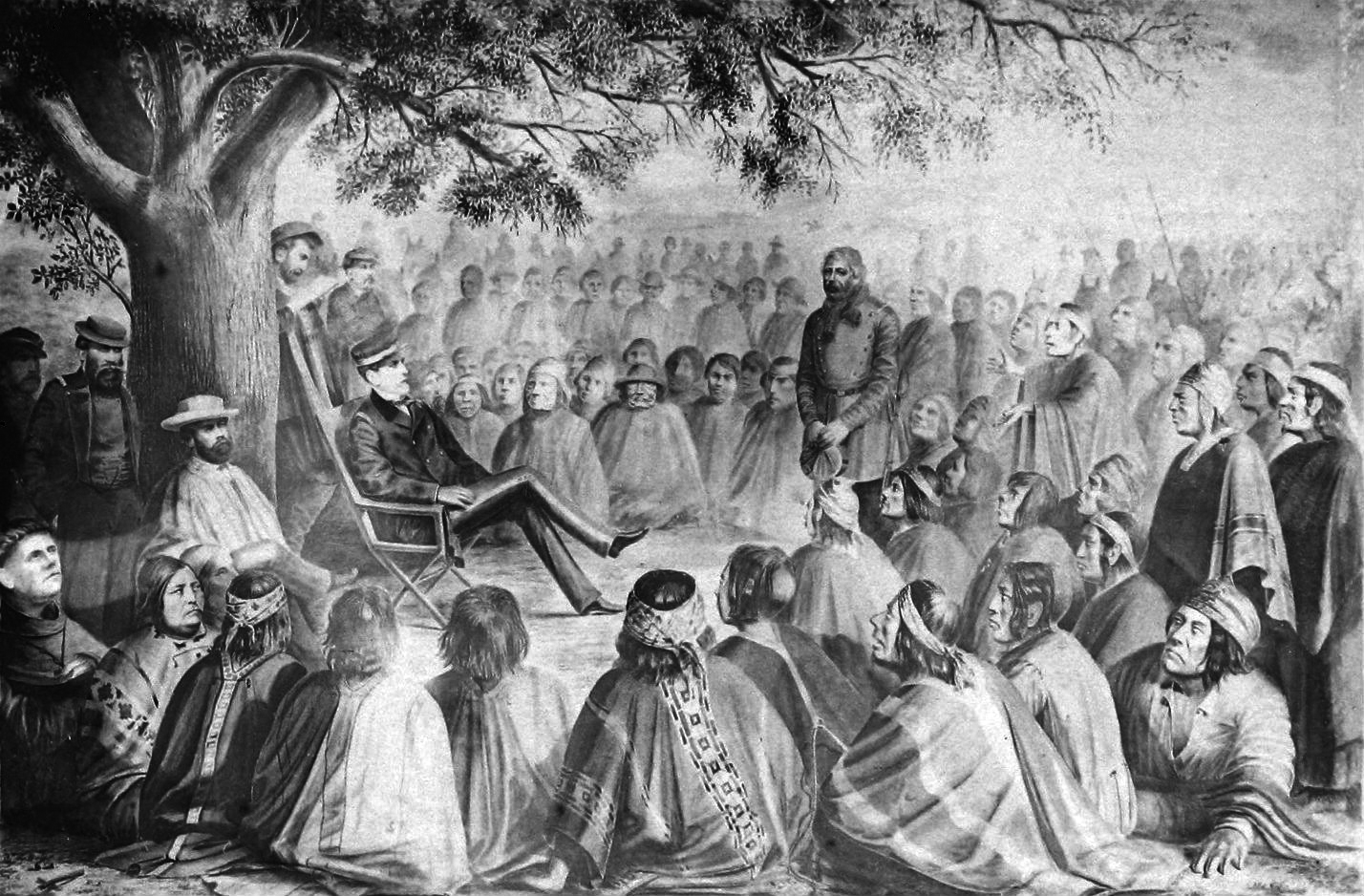
1869년 아라우카니아의 주요 론코들을 만나고 있는 코르넬리오 사베드라 로드리게스

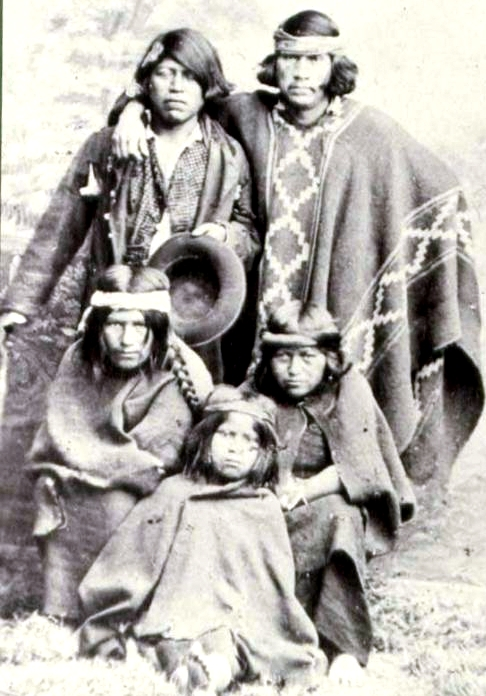

19세기에 칠레는 빠른 영토 확장을 경험했다. 칠레는 1843년 마젤란 해협에 식민지를 건설하고 독일 이민자들과 함께 발디비아, 오소르노, 란키우에에 정착했고 페루와 볼리비아의 땅을 정복했다. 나중에 칠레는 또한 이스터 섬을 합병할 것이다. 이러한 맥락에서 아라우카니아는 두 가지 이유로 칠레에 정복되기 시작했다. 첫째, 칠레 국가는 영토 연속성을 목표로 했고 둘째, 칠레 농업이 확장될 수 있는 유일한 장소로 남아 있었다.
점령 이후 몇 년 동안 아라우카니아의 경제는 양과 소 방목에서 농업과 목재 추출에 기반한 경제로 바뀌었다. 점령 이후 마푸체족의 토지 손실은 마푸체족이 제한된 지역에서 대규모 가축 방목을 계속했기 때문에 심각한 침식을 초래했다.

## 문화

전통적으로 마푸체 여성들이 사용하는 은색 가슴 장식인 트라펠라쿠차의 그림.

유럽인이 도착했을 때 마푸체는 요새와 방어 건물의 네트워크를 조직하고 건설했다. 고대 마푸체(마푸체족)는 또한 최근 푸렌(Puren) 근처에서 발견된 일부 토공 토분과 같은 의식용 건축물을 지었다. 마푸체족는 신속하게 철 금속 가공을 채택했다. (피쿤체족는 이미 구리로 가공되었다.) 마푸체족는 밀과 양 재배와 함께 스페인 사람들로부터 승마와 전쟁에서 기병 사용을 배웠는다.
스페인 식민지와 비교적 잘 묘사된 마푸체 자치 지역이 300년 동안 공존하면서 마푸체는 또한 스페인, 아르헨티나, 칠레와 무역의 강력한 전통을 발전시켰다. 이러한 무역은 마푸체 은세공 전통의 중심에 있다. 마푸체는 스페인, 아르헨티나, 칠레 은화의 대량으로 널리 퍼져 있는 은화로 장신구를 만들기 때문이다. 마푸체족는 또한 trarilonko 등이라고 불리는 동전으로 머리 장식을 만들었다.

### 의식과 전통

사람과 비교한 체마물(마푸체 장례상)의 높이.

웨 트리판투는 마푸체 신년전야 행사이다.

### 직물

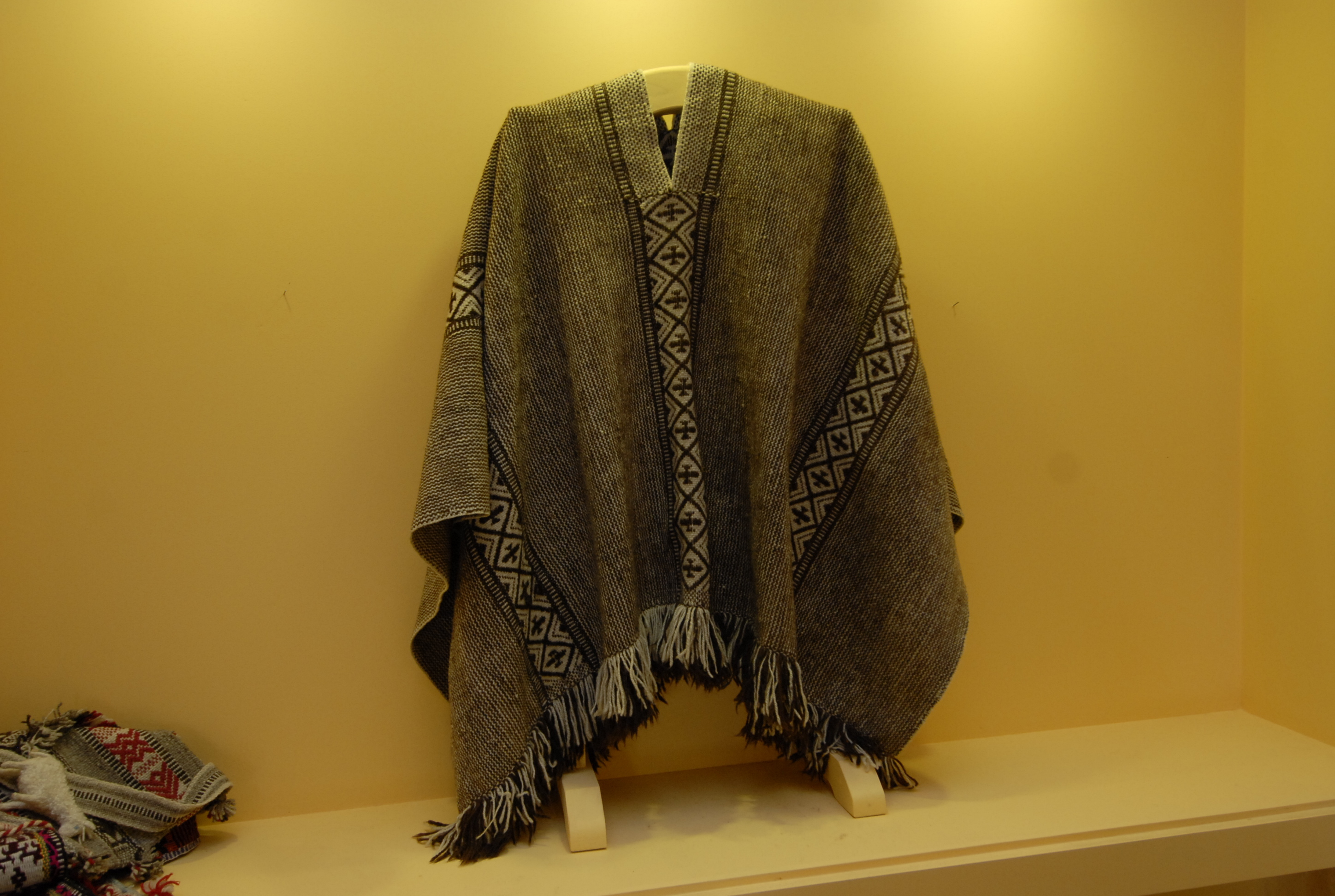
Museo Artesanía Chilena에 전시된 전통 마푸체 폰초

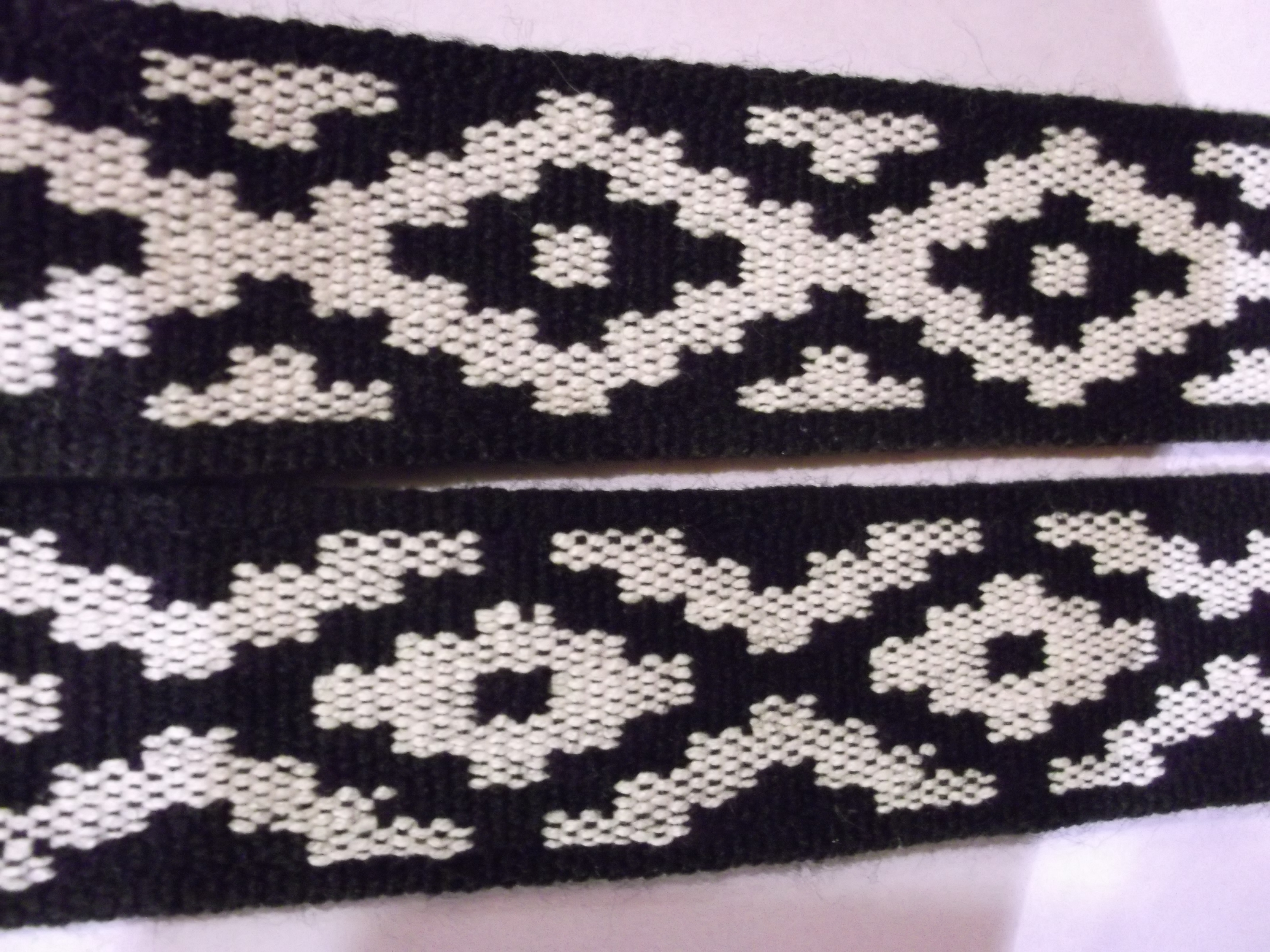

마푸체의 가장 잘 알려진 예술 중 하나는 직물이다. 아메리카 대륙 최남단 지역(오늘날 칠레 남부와 아르헨티나)에서 직물에 대한 가장 오래된 데이터는 테무코 시 근처의 피트렌 묘지와 비오비오 지역의 알보얀코 유적지와 같은 일부 고고학적 발굴에서 발견된다. 칠레; 네우켄 지방(아르헨티나)의 Rebolledo Arriba 묘지. 연구원들은 AD 1300-1350년 사이에 복잡한 기술과 디자인으로 만들어진 직물의 증거를 발견했다.
마푸체 여성은 방적과 직조를 담당했다. 직조 기술과 지역 특유의 직물 패턴에 대한 지식은 대개 가족 내에서 전승되었으며, 어머니, 할머니, 이모는 자신의 연장자에게서 배운 기술을 소녀에게 가르쳤다. 직물 예술에 뛰어난 여성들은 그들의 업적을 높이 평가하고 그들의 친족 집단에 경제적, 문화적 공헌을 했다. 베 짜는 일의 중요성을 가늠하는 척도는 베 짜기를 잘하는 신부에게 남자가 더 많은 지참금을 줄 것이라는 기대에서 분명하다.

## 같이 보기
- 과라니인